# Großsteingrab Hepstedt
Das Großsteingrab Hepstedt war eine megalithische Grabanlage der jungsteinzeitlichen Trichterbecherkultur bei Hepstedt im Landkreis Rotenburg (Wümme) (Niedersachsen). Es wurde in den 1870er Jahren bei der Anlage des Kirchweges von Hepstedt nach Kirchtimke durchschnitten später gänzlich abgetragen. Die Anlage besaß ein Hünenbett mit einer großen Grabkammer; zu Ausrichtung, Maßen und Grabtyp liegen allerdings keine Angaben vor.